# Carlos Almaraz
Carlos Almaraz em seu estúdio em Los Angeles, 1989
Carlos D. Almaraz (Cidade do México, 5 de outubro de 1941 – Los Angeles, 11 de dezembro de 1989) foi um artista mexicano-americano e pioneiro do movimento artístico chicano. Foi um dos fundadores do Centro de Arte Público (1977–1979), uma organização artística americana em Highland Park, Los Angeles.

## Juventude e educação
Almaraz nasceu em 5 de outubro de 1941, na Cidade do México, México, filho de Roe e Rudolph Almaraz. Sua família se mudou quando ele era criança, estabelecendo-se em Chicago, Illinois, onde seu pai foi dono de um restaurante por cinco anos e trabalhou nas siderúrgicas em Gary, Indiana por outros quatro. O bairro onde Almaraz e seus irmãos Rudolph Jr. e Ricky foram criados era multicultural, o que o levou a apreciar o caldeirão cultural americano. Durante sua juventude em Chicago, a família viajava frequentemente para a Cidade do México, onde Almaraz relata ter tido sua “primeira impressão da arte”, que “foi ao mesmo tempo, horripilante e absolutamente mágica”, ou seja, “sublime”.
Quando Almaraz tinha nove anos, sua família se mudou para Los Angeles por recomendação médica de que seu pai buscasse um clima quente para aliviar seu reumatismo e também como resultado de problemas familiares, estabelecendo-se primeiro em Wilmington e depois mudando-se para a então rural Chatsworth, onde moravam em habitações comunitárias com outros mexicanos. A família então se mudou para Beverly Hills e, mais tarde, para o bairro de East Los Angeles. O interesse de Almaraz pelas artes, que havia surgido em Chicago, floresceu depois que sua família se mudou para a Califórnia, e o senso de mobilidade desenvolvido após tantas mudanças mais tarde permitiu que ele se conectasse com trabalhadores rurais migrantes e seus filhos.
Almaraz se formou na Garfield High School em 1959 e frequentou o Los Angeles City College, estudando com David Ramirez, e fez cursos de verão na Loyola Marymount University. A Loyola lhe ofereceu uma bolsa integral, mas ele recusou em protesto contra o apoio da universidade à Guerra do Vietnã e deixou de professar a fé católica. Frequentou a California State University, Los Angeles (CalState LA), onde se tornou amigo de Frank Romero.
Ficou desanimado com a estrutura do departamento de artes da CalState LA. Almaraz começou a frequentar cursos noturnos na Otis College of Art and Design (então conhecida como Otis Art Institute), estudando com Joseph Mugnaini. Em 1974, obteve um mestrado em Belas Artes pela Otis College of Art and Design.
Almaraz estudou artes na Universidade da Califórnia, Los Angeles (UCLA).

## Carreira

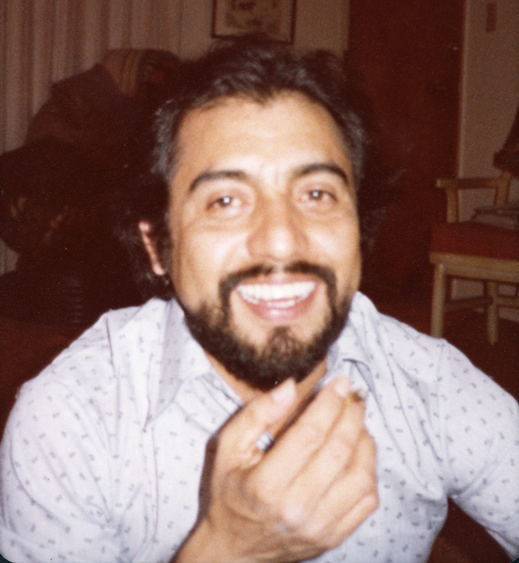
Fotografia ligeiramente desfocada do artista Carlos Almaraz em Los Angeles, dezembro de 1979

Em 1965, Almaraz mudou-se para Nova Iorque, com Dan Guerrero, filho de Lalo Guerrero, um violonista, cantor e ativista trabalhista rural americano. Ele partiu após seis meses para aproveitar uma bolsa de estudos oferecida pelo Otis Art Institute. Retornou a Nova Iorque e viveu lá de 1966 a 1969, onde, como pintor, atuou em meio aos movimentos da Nova Onda da época.
Enquanto estava em Nova Iorque, ele também escreveu poesia e filosofia. Os poemas e visões filosóficas de Almaraz foram publicados em cinquenta livros.
Após retornar à Califórnia, Almaraz quase morreu em 1971 e recebeu a extrema-unção. Dizem que ele teve uma experiência com Deus durante sua convalescença. Em 1972, ele já estava envolvido com César Chávez e a United Farm Workers (UFW).
Em 1973, foi um dos quatro artistas que formaram o influente coletivo artístico conhecido como Los Four. Em 1974, Judithe Hernández, que era amiga e colega de classe da pós-graduação no Otis Art Institute, tornou-se a quinta integrante e a única mulher do Los Four. Com a adição de Hernández, o coletivo expôs e criou arte pública em conjunto durante a década seguinte e foi responsável por levar a arte chicana à atenção das principais instituições de arte americanas. Ele também pintou para o Teatro Campesino de Luis Valdez. Alguns de seus murais são fortemente influenciados pelos actos do Teatro Campesino.
Sua série de pinturas “Echo Park”, batizada em homenagem a um parque de Los Angeles com o mesmo nome, tornou-se conhecida mundialmente e exibida em muitos museus internacionais. Em 12 de novembro de 1978, Almaraz escreveu: “Como o amor não é encontrado no Echo Park, irei para onde ele é encontrado”. Embora Almaraz possa não ter encontrado o amor no Echo Park, ele certamente encontrou inspiração para produzir pinturas lá: ele morava perto do parque, tendo uma vista clara do parque da janela de seu apartamento.
Outra obra de Almaraz, chamada “Boycott Gallo”, tornou-se um marco cultural na comunidade de East Los Angeles. No final da década de 1980, porém, “Boycott Gallo” foi derrubada. Seis obras de Almaraz fazem parte da coleção permanente do Museu Smithsoniano de Arte Americana, várias estão no Cheech Marin Center for Arts and Culture em Riverside, Califórnia, e uma está no Whitney Museum of American Art. Almaraz é o artista favorito do Centro Cheech Marin de Arte e Cultura Chicana em Riverside, Califórnia.
Sunset Crash, uma pintura a óleo de 1982 da coleção do “Cheech”, reflete, sem dúvida, as características apocalípticas do período tardio do artista, marcado pela crise da AIDS. Outras duas cenas de acidentes de carro bem conhecidas de Almaraz são Crash in Phthalo Green (1984) e Car Crash (1987), agora no Museu de Arte do Condado de Los Angeles. E a outra foi vendida a um comprador por 20 mil dólares.
Greed (1989), uma obra muito incomum de Almaraz com cães assustadores, foi apresentada na exposição e no catálogo de arte hispânica que percorreu várias cidades. A cor e o estilo solto de Almaraz influenciaram muitos artistas da Califórnia, bem como pintores de outros estados, como o artista Adan Hernandez, de San Antonio. Hernandez, na verdade, utilizou o que aprendeu com as obras de Alamaraz e transformou-as em pinturas antitéticas.

## Vida pessoal
Almaraz era assumidamente queer, o que ficou documentado em seus diários (que mais tarde foram tornados públicos).
Em 1981, Almaraz casou-se com Elsa Flores, uma artista mexicano-americana. Juntos, o casal produziu “California Dreamscape”. Eles tiveram uma filha.

## Morte e legado
Carlos Almaraz morreu em 11 de dezembro de 1989, devido a causas relacionadas com a síndrome da imunodeficiência adquirida, no Sherman Oaks Community Hospital, no bairro de Sherman Oaks, em Los Angeles.
Ele é lembrado como um artista que usou seu talento para chamar a atenção da crítica para o início do Movimento de Arte Chicana, bem como um apoiador de César Chávez e do sindicato dos Trabalhadores Agrícolas Unidos (UFW). Seu trabalho continua a gozar de popularidade. Em 1992, o Museu de Arte do Condado de Los Angeles homenageou-o com uma exposição de 28 de seus desenhos e gravuras doados por sua viúva. Flores continua a representar seu espólio.
Uma exposição de suas pinturas, pastéis e desenhos das décadas de 70 e 80 foi inaugurada em setembro de 2011, em conjunto com a exposição “Pacific Standard Time: Art in LA 1945–1980” do Getty Research Institute. Almaraz também será destaque em exposições correspondentes do “Pacific Standard Time”, incluindo “MEX/LA: Mexican Modernism(s) in Los Angeles 1930–1985” no Museu de Arte Latino-Americana e “Mapping Another L.A.: The Chicano Art Movement” no Museu Fowler.
Almaraz foi tema de um documentário de 85 minutos, Carlos Almaraz: Playing With Fire (2020), dirigido por sua viúva, Elsa Flores Almaraz, e pelo ator e cineasta Richard Montoya.
Os documentos de Almaraz e Flores estão preservados na Smithsonian Institution.

## Trabalhos notáveis
| Ano     | Título                                        | Artista(s)                                                           | Tipo  | Localização                                                                                | Notas |
| ------- | --------------------------------------------- | -------------------------------------------------------------------- | ----- | ------------------------------------------------------------------------------------------ | --- |
| 1974    | No Compre Vino Gallo (Boicote ao Vinho Gallo) | Carlos Almaraz                                                       | mural | Centro Comunitário Judaico Soto-Michigan, East Los Angeles, Califórnia                     | Este mural já não existe. |
| 1976    | Adelita ou La Adelita                         | Carlos Almaraz, Judithe Hernández                                    | mural | Ramona Gardens Housing Project, East Los Angeles, Califórnia                               | No centro do mural está uma mulher com um lenço vermelho (presumivelmente chamada Adelita) e, em ambos os lados dela, há um texto escrito em espanhol. A obra está assinada como “Los Four”. |
| 1979    | Retorno dos Maias                             | John Valadez, Glenna Boltuch Avila, Barbara Carrasco, Carlos Almaraz | mural | 3400 North Figueroa Street (perto da Amabel Street) Highland Park, Los Angeles, Califórnia | Estimado em 5,49 m por 61 m de tamanho. |
| c. 1990 | California Dreamscape                         | Carlos Almaraz, Elsa Flores Almaraz                                  | mural | Ronald Reagan State Building (lobby), 300 Spring Street, Los Angeles, Califórnia           | [ 31 ] |

Exemplos do trabalho de Almaraz podem ser encontrados na coleção de arte chicana de Cheech Marin, localizada no The Cheech Marin Center for Chicano Art & Culture.